# Miroslav Hlobil
Miroslav Hlobil (* 6. srpna 1951) je bývalý český fotbalový brankář.

## Fotbalová kariéra
Otrokovický odchovanec chytal v československé lize za VSS Košice. Byl náhradníkem Antona Švajlena.

### Prvoligová bilance
| Ročník                                   | Zápasy | Góly | Minuty | Nuly | Klub       |
| ---------------------------------------- | ------ | ---- | ------ | ---- | ---------- |
| 1. československá fotbalová liga 1973/74 | 1      | 0    | 45     | 0    | VSS Košice |
| CELKEM                                   | 1      | 0    | 45     | 0    |            |